# Kings of Wrestling
Kings of Wrestling es un tag team de lucha libre profesional formado por Chris Hero & Claudio Castagnoli, famoso por sus apariciones en Chikara, Ring of Honor, Pro Wrestling Guerrilla y Combat Zone Wrestling. Hero y Castagnoli han sido Campeones Mundiales en Parejas de la CZW, Campeones en Parejas de Chikara y Campeones Mundiales en Parejas de ROH simultáneamente
De 2005 a 2007, Kings of Wrestling fue también un stable constituido por Hero, Castagnoli, Larry Sweeney, Mitch Ryder, Max Boyer, Chuck Taylor, Icarus, Gran Akuma y Shayne Hawke, famoso por sus apariciones en Chikara. Durante este tiempo, Icarus y Akuma compitieron también como Team F.I.S.T. (Friends In Similar Tights), dentro y fuera de Chikara.

## En lucha
- Movimientos finales

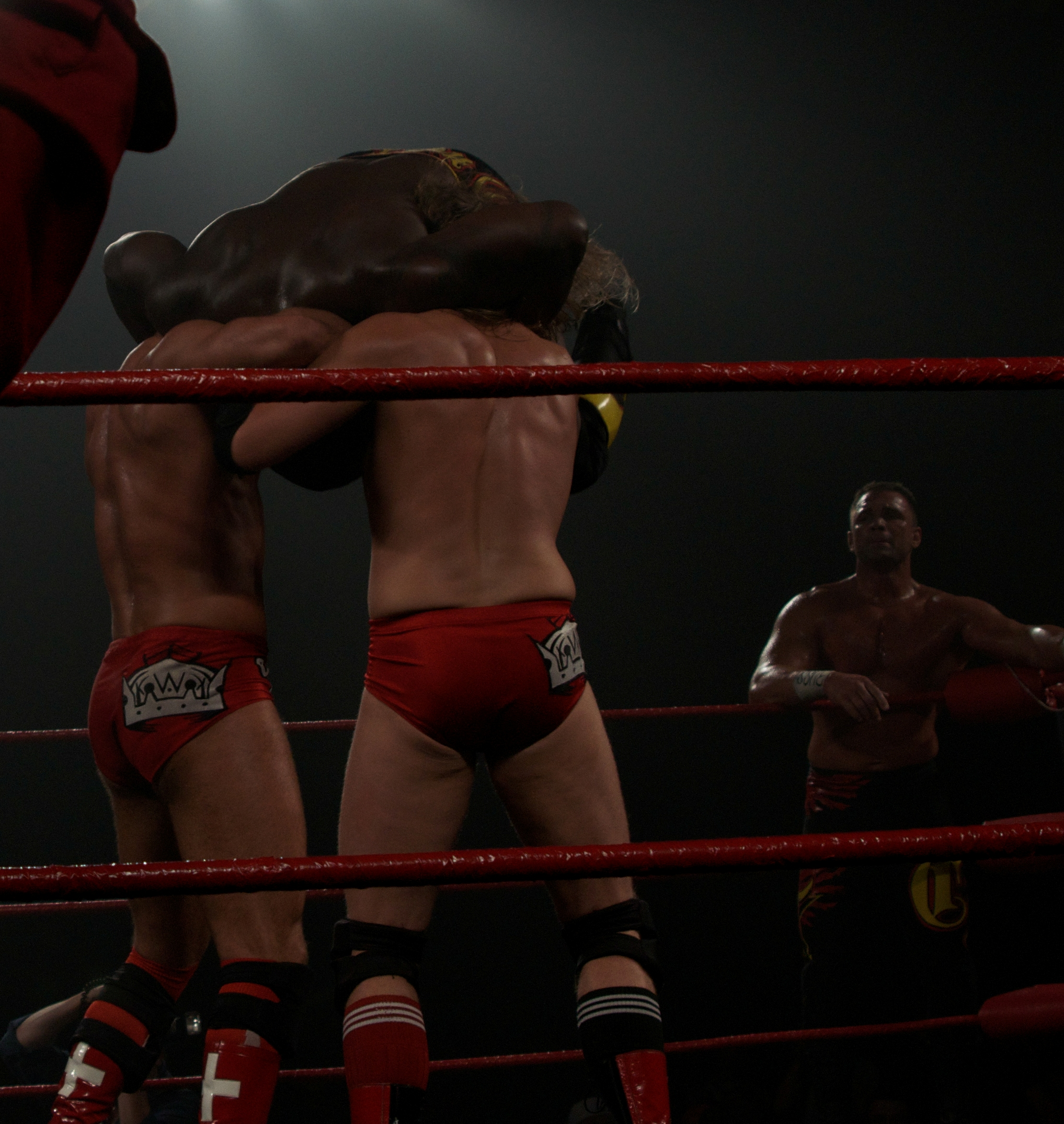
Hero & Castagnoli realizando un "double vertical suplex" a Shelton Benjamin.

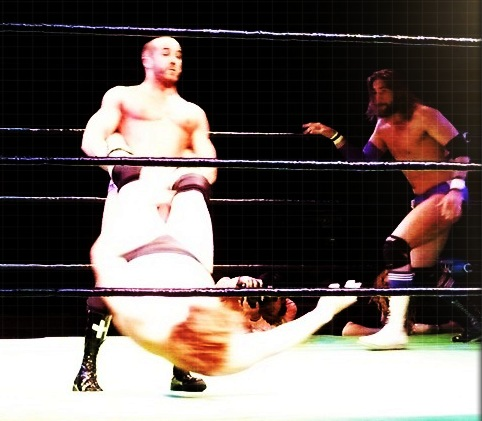
Castagnoli realizando un "giant swing" a Takeshi Morishima.

  - Hero's Welcome Kings of Wrestling Edition[1] (Aided rolling cutter)
  - K.R.S. O.N.E. - Kings Reign Supreme Over Nearly Everyone[2] (Aided sitout scoop slam piledriver)
  - K.R.S. T.W.O. - Kings Reign Supreme The World Over[2] (Double corner standing powerbomb)
  - Royal Bomb[1] (Double straight jacket sitout powerbomb)
  - Dinner 'n Drinks[5][6] (Combinación de Sole Food (Inverted stomp facebreaker) de Taylor y leg trap sunset flip powerbomb de Akuma)

- Movimientos de firma
  - Double Cravate Cutter[1] (Elevated corkscrew neckbreaker)
  - Super Curb Stomp[1] (Combinación de inverted Indian deathlock de Hero, surfobard de Castagnoli y diving double foot head stomp de Super Dragon)
  - Shooty McGee[5][6][7] (Combinación de diving double foot stomp de Icarus y Argentine Death Valley driver de Taylor sobre las rodillas de Akuma)
  - Giant swing de Castagnoli seguido de low-angle dropkick de Hero
  - Monkey flip de Hero a Castagnoli lanzándolo contra el oponente en un aided splash o aided spear[1]
  - Standing powerbomb de Akuma a Icarus lanzándolo contra el oponente en un aided senton[6][7]
  - Combinación de jumping big boot de Taylor y double knee backbreaker[7][5]
  - Combinación de belly to belly hold de Akuma y cutter de Taylor[5][6]
  - Double vertical suplex
  - Double big boot

## Campeonatos y logros
- Chikara
  - Campeonatos en Parejas de Chikara (2 veces) - Hero & Castagnoli (1)[1] e Icarus & Akuma (1)[6][7]
  - Tag World Grand Prix (2006) - Hero & Castagnoli[1]
  - Torneo Cibernético (2007) - Castagnoli

- Combat Zone Wrestling
  - CZW World Tag Team Championship (2 veces) - Hero & Castagnoli[1]
  - Last Team Standing (2006) - Hero & Castagnoli[1]

- Juggalo Championship Wrestling
  - Campeonatos en Parejas de la JCW (1 vez) - Hero & Castagnoli

- Ring of Honor
  - ROH World Tag Team Championship (2 veces) - Hero & Castagnoli[8]
  - Tag Wars (2010) – Hero and Castagnoli

- Wrestling Observer Newsletter
  - WON Pareja del año - 2010